# San Esteban de Litera (kommun)
San Esteban de Litera är en kommun i Spanien.   Den ligger i provinsen Provincia de Huesca och regionen Aragonien, i den nordöstra delen av landet, 400 km öster om huvudstaden Madrid. Antalet invånare är 502.